# Saldatura a ultrasuoni

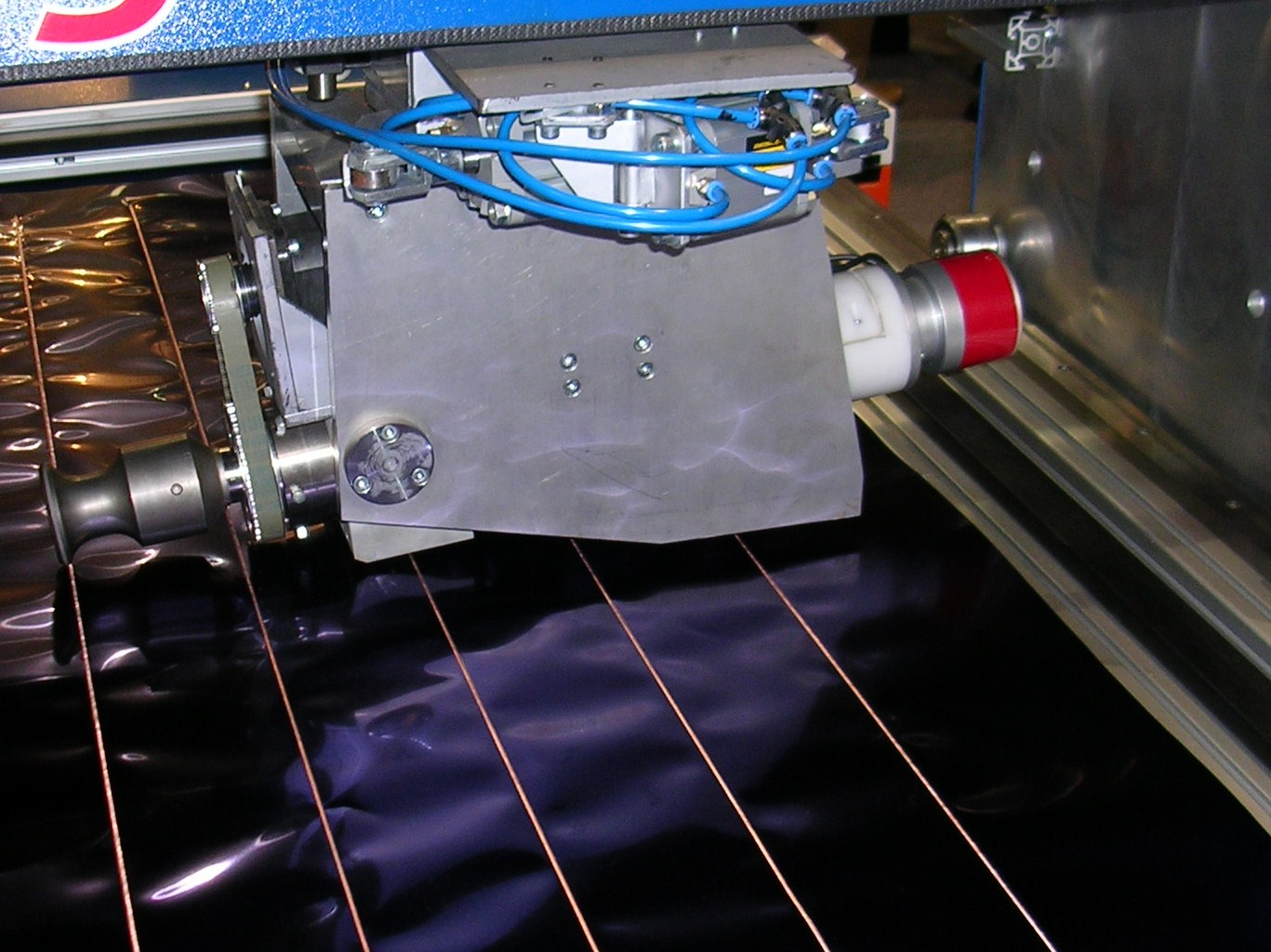
Saldatura ad ultrasuoni di sottili fogli metallici. Il sonotrodo ruota lungo la linea da saldare.

La saldatura a ultrasuoni avviene applicando ai pezzi da saldare un carico normale variabile e mettendo in vibrazione una parte rispetto all'altra mediante il gruppo vibrante formato dal trasduttore piezoelettrico, dal booster alla cui estremità è avvitato il sonotrodo.
Il sonotrodo genera attrito tra le parti mediante una vibrazione con frequenza ultrasonora. Questa intensa vibrazione, genera calore e di conseguenza i materiali termoplastici si fondono garantendo la saldatura e l'assemblaggio.
Il generatore di ultrasuoni fornisce un'onda elettrica di forma sinusoidale, con frequenza compresa tra i 20 ed i 50 kHz.
Il trasduttore converte gli impulsi elettrici in movimento meccanico. Il booster amplifica questo movimento e lo trasferisce al sonotrodo che viene portato a contatto con il pezzo da saldare. I sonotrodi possono essere realizzati in diversi materiali e seguono la sagoma del pezzo.
Una particolare attenzione è dedicata alla forma del giunto di saldatura. Essi hanno il compito di concentrare l'energia per consentire un ciclo di saldatura a ultrasuoni molto veloce. La loro forma e dimensione, è dimensionata in base all'applicazione e al materiale da saldare. Se il giunto di saldatura è inferiore a 6 mm dalla zona di contatto con il sonotrodo, si parla di saldatura a campo vicino, mentre se superiore, a campo lontano.

## Procedimento
Questo procedimento di saldatura si può adattare a diversi tipi di saldature e anche a diversi materiali, anche su materie termoplastiche. I lembi da saldare sono inseriti tra un luogo di forma fissa, detta incudine, e un sonotrodo, cioè un emettitore di onde sonore, un clacson, collegato ad un trasduttore. L'energia creata dalle onde acustiche scioglie il punto su cui è applicata, permettendo la fusione. Questa tecnologia è molto applicata nella fabbricazione delle materie plastiche, mentre nella metallurgia la si usa solo per piccole saldature su metalli dolci e malleabili, come alluminio, rame e nichel. Si dovrebbe esercitare una potenza molto alta nel caso si volesse saldare metalli spessi con questa tecnologia. Nei metalli la saldatura si verifica a causa d'alta pressione provocata dalle onde, con una dispersione di ossidi superficiali ed un movimento del materiale nei lembi. Il riscaldamento provocato dalle onde è insufficiente a fondere i metalli. Viene utilizzata in metallurgia per ottenere saldature di precisione senza residui, come circuiti elettrici e fogli di metallo.
Tutta la strumentazione per la saldatura ad ultrasuoni è composta da:
- Una pressa che tiene uniti i due materiali;
- Il nido o incudine sopra le quali vengono collocate le parti che permette la vibrazione ad alta frequenza;
- Una pila ad ultrasuoni, composta da un trasduttore piezoelettrico o un convertitore, composta da:
  - Un convertitore dal segnale elettrico alla vibrazione meccanica;
  - Un booster che modifica l'ampiezza della vibrazione;
  - Un sonotrodo che porta le vibrazioni sulle parti da saldare;
- Un generatore elettronico di ultrasuoni;
- Un controller di tutti gli strumenti e dell'energia prodotta.

## Regolazione dell'ampiezza
Per la saldatura a ultrasuoni l'ampiezza della vibrazione deve essere determinata in base al materiale da lavorare.
La differenza di ampiezza è evidente tra le materie plastiche amorfe e quelle semicristalline. Queste ultime sono caratterizzate da un legame molecolare meno definito dei materiali amorfi. Il fattore di smorzamento (attitudine delle varie resine alla trasmissione delle vibrazioni) è più elevato, quindi l'ampiezza caratteristica deve aumentare. In pratica nei materiali semicristallini diminuisce la propagazione delle vibrazioni prodotte dal contatto con il sonotrodo in relazione al fattore di smorzamento.
In alcuni casi, sebbene si utilizzi un sistema di vibrazione correttamente dimensionato e si operi con l'ampiezza caratteristica del materiale, si deve correggere il valore poiché il processo di saldatura non risulta ottimale.
Si aumenta l'ampiezza quando:
- Si hanno difficoltà nel produrre energia nella zona richiesta e si ottengono saldature lente o insufficienti
- Si lavora con pressioni di spinta elevate
- Si notano dei diaframmi o rotture sulle superfici di contatto (i pezzi circolari sono forati al centro, effetto flash)
- Durante la rivettatura, la fusione ha luogo alla base del rivetto invece che sulla superficie
- I pezzi presentano dei segni a causa del tempo di vibrazione troppo lungo

Si diminuisce l'ampiezza quando:
- Gli ultrasuoni sono emessi con difficoltà o il generatore entra in protezione
- Gli ultrasuoni si bloccano con basse pressioni di spinta
- Si passa da un sonotrodo pieno ad uno con scanalature
- I pezzi si frantumano o l'inserto metallico, nel caso di inserimento, si rompe
- Il sonotrodo si scalda molto

Per aumentare o diminuire l'ampiezza si interviene generalmente sui componenti del gruppo vibrante. In genere si sostituisce il booster. Con i generatori di ultima concezione, è possibile effettuare questa operazione con controlli elettronici.
Tra tutti i parametri che governano la saldatura, l'ampiezza di vibrazione è sicuramente il parametro più importante.

## Applicazioni
- Automotive
- Nastri ad alta resistenza, nastri anti-sfilacciamento, imbracature e imbracature.
- Connettori e filtri ospedalieri, estrattori di vene varicose.
- Inserti metallici post-iniezione
- Incollaggio di lastre termoplastiche a bassa visibilità e ad alta resistenza.
- Giranti per pompe per fluidi.
- Giunti ad alta resistenza e a tenuta stagna.
- Incorporazione di metallo su materiali termoplastici.
- Saldatura di terminali di alimentazione di moduli in rame[1]
- Interconnessione di cavi in rame
- Metallizzazione in rame di chip

## Problematiche e difetti
La saldatura è molto precisa e non crea grandi difetti. Gli ultrasuoni non generano danni diretti. Tuttavia quando si opera a frequenze vicine alla soglia di udibilità (15–20 kHz) o si generano subarmoniche le onde ultrasoniche potrebbero in alcuni casi creare uno stridio, e diventare fastidiose e nocive agli operatori, difatti è prevista una schermatura del bagno di saldatura.